# East Haddon
East Haddon – wieś w Anglii, w hrabstwie Northamptonshire, w dystrykcie (unitary authority) West Northamptonshire. Leży 13 km na północny zachód od miasta Northampton i 109 km na północny zachód od Londynu. Miejscowość liczy 651 mieszkańców.